# Helmo Kindermann
Helmo Kindermann (* 30. März 1924 in Münster; † 22. Januar 2003 in Civenna am Comer See in Italien) war ein deutscher Schauspieler und Synchronsprecher.

## Leben
Der Sohn eines Kapitäns der Handelsmarine nahm bei der Marine am Zweiten Weltkrieg teil und geriet in britische Gefangenschaft. Nach Kriegsende lebte er eine Zeit lang in Ägypten, wo er unter anderem als Schiffsagent und Empfangschef arbeitete. Zu Beginn der 1950er Jahre ließ er sich in Italien nieder, wo er erste Filme drehte und auch bereits als Synchronsprecher tätig war.
1955 kehrte er nach Deutschland zurück und spielte Theater in München, Bad Hersfeld, Basel und Stuttgart. 1957 agierte er als Wolf verkleidet in einer Verfilmung des Märchens Der Wolf und die sieben Geißlein. Bessere Angebote bot man ihm in internationalen Filmproduktionen, so unter anderem in dem Kriegsfilmklassiker Der längste Tag.
Da er regelmäßig für Rollen deutscher Wehrmachtsoffiziere besetzt wurde, lehnte er ab 1963 Filmrollen dieser Art kategorisch ab. Kindermann avancierte danach zu einem bedeutenden Synchronsprecher. Er war mehrfach die deutsche Stimme von Charlton Heston sowie gelegentlich von William Holden, Stewart Granger (in Der Ölprinz), Michel Piccoli, Robert Hossein (in den Angélique-Filmen) und besonders von Marshall Thompson in der Fernsehserie Daktari. Besonders große Anerkennung brachte ihm seine Synchronisation von Eric Porter in der Erfolgsserie Die Forsyte Saga.
Helmo Kindermann war außerdem Hörspielsprecher. Er sprach unter anderem die Hauptrolle des Perry Rhodan in der ersten Perry-Rhodan-Hörspielserie des Hörspiel-Label Europa aus dem Jahre 1973.
Kindermann lebte mit seiner Ehefrau Alice in Ratzeburg. Nach seinem Rückzug von der Schauspielerei übersiedelte Kindermann nach Norditalien an den Comer See, wo er seinen Lebensabend verbrachte und auch starb. Das bisweilen kursierende Todesjahr 1983 kann als unzutreffend angesehen werden.

## Filmografie
- 1953: Sehnsucht (Senso)
- 1954: Mambo
- 1955: Land der Pharaonen (Land of the Pharaohs)
- 1957: Die Eintagsfliege
- 1957: Der Wolf und die sieben Geißlein
- 1957: Rübezahl – Herr der Berge
- 1957: Zwei Matrosen auf der Alm
- 1958: Auferstehung
- 1960: Wernher von Braun – Ich greife nach den Sternen
- 1960: Frage sieben (Question 7)
- 1960: Bevor der Mensch zum Teufel geht (La Fête espagnole)
- 1960: Gustav Adolfs Page
- 1962: Der längste Tag (The Longest Day)
- 1963: Geheimauftrag Dubrovnik (The Secret Invasion)
- 1964: Der Zug (The Train)